# Anthony Edwards (aktor)
Anthony Charles Edwards (ur. 19 lipca 1962 w Santa Barbara) – amerykański aktor, producent filmowy i reżyser. 
Odtwórca roli doktora Marka Greene’a w pierwszych ośmiu sezonach serialu medycznego NBC Ostrym dyżurze (1994–2002, 2008), za którą w 1998 otrzymał Złoty Glob dla najlepszego aktora w serialu dramatycznym, a także zdobył sześć nagród Screen Actors Guild, w tym dwa za wybitną kreację aktorską w serialu dramatycznym (1996, 1998) i cztery za wybitną kreację zespołu w serialu dramatycznym (1996-1997–1998-1999) oraz był nominowany do czterech nagród Emmy i Nagrody Satelita.

## Życiorys

### Wczesne lata
Urodził się w Santa Barbara w Kalifornii jako najmłodsze z pięciorga dzieci Eriki Kem Edwards Plack (z domu Weber), artystki / malarki krajobrazu, i Petera Edwardsa, architekta. Jego matka była pochodzenia niemieckiego, a ojciec miał korzenie angielskie, irlandzkie i szkockie. Jego dziadkiem ze strony matki był projektant Kem Weber. Dorastał z dwiema starszymi siostrami, Heidi i Ann-Marie oraz dwoma starszymi braćmi, Peterem i Jeffreyem. 
Od dzieciństwa był skłonny do występów. Fascynowały go musicale z Gene’em Kellym. Podczas nauki w szkole średniej należał do Teatru Młodzieżowego w Santa Barbara i występował w przedstawieniach, w tym musicalach. Po ukończeniu San Marcos High School, otrzymał stypendium w Royal Academy of Dramatic Art w Londynie. Następnie studiował aktorstwo na Uniwersytecie Południowej Kalifornii.

### Kariera
Od 16 roku życia brał udział w reklamach telewizyjnych. Po raz pierwszy trafił na kinowy ekran w roli chłopaka Kono w dramacie sensacyjno–przygodowym Big Zapper (1973) z udziałem Mike’a O’Malleya. Następnie wystąpił jako Tommy Lee Swanson w dramacie telewizyjnym CBS Zabójstwo Randy’ego Webstera (The Killing of Randy Webster, 1981) w reżyserii Sama Wanamakera, Robbie w jednym z odcinków serialu kryminalnym NBC Walking Tall (1981) – pt. „Wewnętrzny ogień” („The Fire Within”) z Bo Svensonem, Stoner Bud, jeden z dwóch przyjaciół wiecznie naćpanego surfera (Sean Penn) w komediodramacie Amy Heckerling Beztroskie lata w Ridgemont High (Fast Times ar Ridgemont High, 1982). 
Od 14 października 1982 do 28 kwietnia 1983 grał postać Andy’ego Quinna, aspirującego muzyka rockowego, który w wieku 18 lat przeprowadzał się do własnego mieszkania w sitcomie ABC Potrzeba dwóch (It Takes Two) u boku Richarda Crenny, Patty Duke Astin i Helen Hunt. W biograficznym melodramacie sportowym Serce do jazdy (Heart Like a Wheel, 1983) zagrał syna czołowej zawodniczki drag racing (Bonnie Bedelia). Potem pojawił się w komediach Jeffa Kanewa – Zemsta frajerów (Revenge of the Nerds, 1984) jako Gilbert Lowell, jeden z maniaków informatyki na kampusie uniwersyteckim i Mam cię! (Gotcha!, 1985) w roli Jonathana Moore’a, kujona z college’u, który nieświadomie angażuje się w międzynarodowe szpiegostwo. Po występie w roli Lance’a w komedii romantycznej Roba Reinera Pewna sprawa (The Sure Thing, 1985), został obsadzony w roli porucznika marynarki Nicka „Goose’a” Bradshawa, oficera radiowego Mavericka w kasowym filmie akcji Tony’ego Scotta Top Gun (1986) z Tomem Cruise’em. Jego postać, która zginęła w wypadku lotniczym, była jedną z najbardziej znanych i popularnych w filmie. Sceny z nim i jego filmową rodziną (w tej roli Meg Ryan, Aaron i Adam Weis) zostały później powtórzone jako retrospekcje w kontynuacji Top Gun: Maverick z 2022. W komediodramacie Roberta Ellisa Millera Jastrzębie (Hawks, 1988) z Timothym Daltonem wystąpił jako Deckermensky, znany również jako „Decker”, śmiertelnie chory pacjent z nowotworem, który wymyka się ze szpitala, aby przeżyć serię przygód.
Od 19 września 1994 do 16 maja 2002 wcielił się w rolę doktora Marka Greene’a w serialu medycznym NBC Ostrym dyżurze, gdzie w latach 1996–2001 wyreżyserował cztery odcinki. Szybko stał się jedną z najbardziej rozpoznawalnych postaci serii. Za udział w trzech sezonach serialu zarobił 35 mln dolarów. Otrzymał też Złoty Glob i wiele innych wyróżnień. W 1995 został uhonorowany People’s Choice Award dla ulubionego wykonawcy w nowym serialu telewizyjnym. 13 listopada 2008 powrócił do serialu w jednym z odcinków finałowego sezonu, pojawiając się w scenie, w której ratuje życie synowi Catherine Banfield (Angela Bassett).
Był reżyserem komedii przygodowej Charlie’s Ghost Story (1995) z udziałem Cheecha Marina i komedii My Dead Boyfriend (2016) z Heather Graham.
Występował w produkcjach off-Broadwayowskich: Poniżej dziesięć (1993) w roli Homera Beacona z Kevinem Conwayem, Miesiąc na wsi Iwana Turgieniewa (2015) jako Arkady z Annabellą Sciorrą i Licznik (2024) w roli emerytowanego strażaka Paula, a także na Broadwayu w sztuce Dzieci gorszego boga (2018) w roli doktora Curtisa Franklina, musicalu Dziewczyna z Północy Conora McPhersona (2022) jako dr Walker i Modlitwa za Republikę Francuską (2024) w roli agresywnie ateistycznego, gardzącego szabatami i sederami, wrednego bez wyraźnego powodu Patricka Salomona.

## Życie prywatne
5 września 1994 zawarł związek małżeński z Jeanine Lobell, z którą syna Baileya oraz trzy córki – Wallis, Esme i Poppy. W 2015 doszło do rozwodu. W 2021 ożenił się z aktorką Mare Winningham.

## Filmografia
- 1982: Beztroskie lata w Ridgemont High (Fast Times ar Ridgemont High) jako Stoner Bud
- 1984: Zemsta frajerów (Revenge of the Nerds) jako Gilbert Lowe
- 1986: Top Gun jako Nicholas „Goose” Bradshaw, RIO (radar intercept officer)
- 1987: Zemsta frajerów w raju (Revenge of the Nerds II: Nerds in Paradise) jako Gilbert Lowe
- 1988: Mr. North jako Theophilus North
- 1988: Sokoły (Hawks) jako Decker
- 1990: W centrum miasta (Downtown) jako Alex Kearney
- 1990-1995: Przystanek Alaska (Northern Exposure)
- 1992: Smętarz dla zwierzaków II (Pet Sematary II) jako Chase Matthews
- 1992: Gorączka delty (Delta Heat) jako Mike Bishop
- 1992: Pękająca tama (Landslide)
- 1993: Sexual Healing jako David
- 1994: Charlie’s Ghost Story jako Dave
- 1994: Klient (The Client) jako Clint Von Hooser
- 1994: Ostry dyżur (ER) jako Mark Greene
- 1996: Z zimną krwią (In Cold Blood)
- 1998: Gra w serca (Playing by Heart) jako Roger
- 1999: Miłosna hipnoza (Don't Go Breaking My Heart) jako Tony Dorfman
- 2001: Jackpot jako Tracy
- 2003: Northfork jako Happy
- 2004: Thunderbirds jako Ray „Brains” Hackenbacker
- 2004: Życie, którego nie było (The Forgotten) jako Jim Paretta
- 2007: Zodiak (Zodiac) jako inspektor William Armstrong
- 2013: Samoloty jako Echo (głos)
- 2013: Zero Hour jako Hank Galliston
- 2015: Zaprzysiężeni jako Owen Cairo
- 2015: Dziewczyny jako Melvin Shapiro
- 2016: Prawo i porządek: sekcja specjalna jako Patrick Griffin
- 2016: Billions jako sędzia Whit Wilcox
- 2017: Prawo i porządek: Prawdziwa zbrodnia jako sędzia Stanley Weisberg
- 2019: Designated Survivor jako Mars Harper, Szef personelu Białego Domu